# Beierius semimarginatus
Beierius semimarginatus är en spindeldjursart som beskrevs av Beier 1959. Beierius semimarginatus ingår i släktet Beierius och familjen tvåögonklokrypare. Inga underarter finns listade.